# Артур
Арту́р (или А́ртур) — мужское имя кельтского происхождения. 
Отчества: Артурович, Артуровна.

## Этимология
Самые ранние упоминания имени «Arthur» или «Artur» встречаются в валлийских и ирландских источниках с VII в. Главным образом оно известно из британского эпоса о короле Артуре, после которого оно и стало популярным.
Предположительно, произошло от валлийского слова «arth», которое переводится как «медведь», а «art-ur» (старое написание — «Arto-uiros») — «человек-медведь».
Поскольку историческим прототипом короля Артура иногда считается Луций Арторий Каст, это имя может быть образовано из латинизированного кельтского *Arto-rīχs «король медведей, король-медведь».

## В других языках
- английский язык, немецкий язык, нидерландский язык, французский язык : А́rthur
- азербайджанский язык, польский язык, португальский язык, шведский язык, эстонский язык : Artur
- арабский : ارتور
- армянский : Արթուր

- болгарский язык : Артур (Artur)
- греческий язык : Αρθούρος (Arthoúros)

- баскский язык : Artza
- бретонский язык : Arzhur
- иврит : ארתור
- испанский язык, итальянский язык : Arturo
- ирландский язык : Artúr
- кабардино-черкесский язык, осетинский язык, русский язык, татарский язык : Артур
- латышский язык : Artūrs
- литовский язык : Artūras
- мальтийский язык : Arturu, Turu

- финский язык : Artturi
- японский язык : アルトゥール (Аруту:ру)